# Station Drzonowo
Station Drzonowo is een spoorwegstation in de Poolse plaats Drzonowo.